# Jean-Esprit Pellissier
Pour les articles homonymes, voir Pellissier.
Jean-Esprit Pellissier (1831-1905) est un prêtre et historien des Alpes-de-Haute-Provence du XIXe siècle, auteur d'une histoire du village d'Allos, dont il est originaire, et de plusieurs articles.

## Biographie
Il est issu d'une famille d'Allos (Haut-Verdon) où il est né en 1831. Il en est le curé et y décède en 1905.
Il est l'un des premiers au XIXe siècle à se pencher sur l'histoire du département des Basses-Alpes.
Il est le principal historien de la commune d'Allos et publie en 1901 un ouvrage en deux volumes : Monographie Bas-alpine - Histoire d’Allos - depuis les temps les plus reculés jusqu'à nos jours. Cet ouvrage a été réédité plusieurs fois.
Il est également vicaire général de l’évêque de Digne et membre de la Société scientifique et littéraire des Alpes-de-Haute-Provence.
Ses neveux sont également connus : Juvénal Pellissier a été le curé de Thorame-Haute, c'est à lui que l'on doit la reconstruction de la  chapelle de pèlerinage de Notre-Dame de la Fleur à Thorame-Haute-Gare. Le frère aîné de ce dernier, le chanoine Eugène Pellissier, fut également le prêtre à la Beaumelle à Allos et surtout à Bercelonnette où il joua un rôle déterminant dans la reconstruction de l'église paroissiale Saint-Pierre.